# Noah Lolesio
Noah Lolesio (Auckland, Nueva Zelanda, 18 de diciembre de 1999) es un jugador de rugby australiano que se desempeña como apertura y juega en Brumbies del Super Rugby. Debutó con los Wallabies en 2020.

## Carrera

### Canberra Vikings
Lolesio debutó en Canberra Vikings por la National Rugby Championship en 2018. En 2019 llegaría a la final, pero sería derrotado por Western Force.

### Brumbies
En 2020 debuta en el súper rugby con la camiseta de Brumbies pero debido a la suspensión del torneo no disputaría muchos partidos. Debido a la suspensión del torneo se disputó el Súper Rugby Australia, donde se consagró campeón al vencer a Queensland Reds en la final disputada en Canberra. Al año siguiente, nuevamente llegaría a la final ante el mismo rival, pero esta vez caería en Brisbane. En 2021 también jugó el Súper Rugby Trans-Tasman. En el año 2022 llegaría hasta la semifinal del Súper Rugby, pero perdería contra Blues en Eden Park por 20 a 19. Al año siguiente nuevamente llegaría a semifinales, pero sería derrotado por Chiefs. En 2024 lograría alcanzar las semifinales por tercer año consecutivo, pero sería vencido por Blues por 34 a 20 en Auckland.

### Toulon
En 2023 Lolesio firmó un "contrato comodín" con Toulon del top 14 y jugó algunos partidos, antes de volver a Brumbies.

## Selección nacional
Representó a los Wallabies y jugó con ellos el Mundial de Rugby Juvenil 2019, en donde llegó a la final, pero perdería contra Francia en Rosario.
Debutó con los Wallabies en 2020 ante los All Blacks en Sidney.  

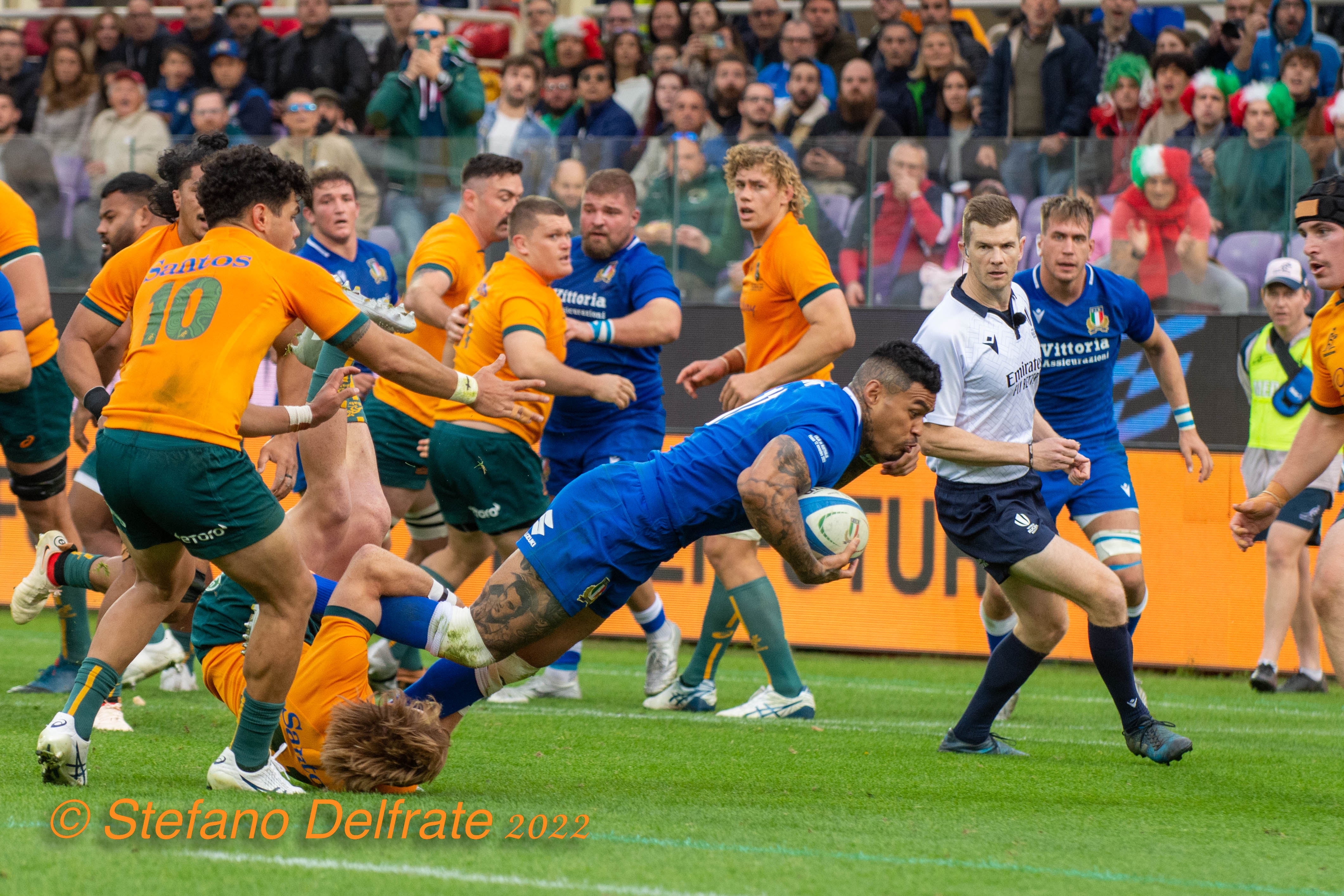
Lolesio jugando para Wallabies ante Italia.

## Clubes
| Club             | País      |
| ---------------- | --------- |
| Canberra Vikings | Australia |
| Brumbies         | Australia |
| Toulon           | Francia   |

## Palmarés
| Título                | Equipo   | País      | Año  |
| --------------------- | -------- | --------- | ---- |
| Súper Rugby Australia | Brumbies | Australia | 2020 |